# Allsvenskan de 1980
A Primeira Divisão do Campeonato Sueco de Futebol da temporada 1980, denominada oficialmente de Allsvenskan 1980, foi a 56º edição da principal divisão do futebol sueco. O campeão foi o Östers IF que conquistou seu 3º título na história da competição.

## Classificação final
| Pos. | Equipe          | J  | V  | E  | D  | GP | GC | Pts | SG  |
| ---- | --------------- | -- | -- | -- | -- | -- | -- | --- | --- |
| 1    | Östers IF       | 26 | 13 | 11 | 2  | 41 | 16 | 37  | +25 |
| 2    | Malmö FF        | 26 | 13 | 9  | 4  | 37 | 22 | 35  | +15 |
| 3    | IFK Göteborg    | 26 | 12 | 10 | 4  | 45 | 26 | 34  | +19 |
| 4    | IK Brage        | 26 | 12 | 9  | 5  | 29 | 18 | 33  | +11 |
| 5    | Hammarby IF     | 26 | 11 | 8  | 7  | 49 | 31 | 30  | +18 |
| 6    | IF Elfsborg     | 26 | 8  | 12 | 6  | 32 | 26 | 28  | +6  |
| 7    | IFK Sundsvall   | 26 | 8  | 10 | 8  | 31 | 37 | 26  | -6  |
| 8    | Halmstads BK    | 26 | 8  | 9  | 9  | 32 | 28 | 25  | +4  |
| 9    | Kalmar FF       | 26 | 8  | 8  | 10 | 25 | 33 | 24  | -8  |
| 10   | IFK Norrköping  | 26 | 7  | 8  | 11 | 25 | 39 | 22  | -14 |
| 11   | Åtvidabergs FF  | 26 | 5  | 11 | 10 | 29 | 37 | 21  | -8  |
| 12   | Djurgårdens IF  | 26 | 7  | 7  | 12 | 24 | 37 | 21  | -13 |
| 13   | Landskrona BoIS | 26 | 5  | 7  | 14 | 26 | 46 | 17  | -20 |
| 14   | Mjällby AIF     | 26 | 3  | 5  | 18 | 18 | 47 | 11  | -29 |

## Premiação
| Allsvenskan 1980              |
| Sweden                        |
| ----------------------------- |
| ÖSTERS IF Campeão (3º título) |

## Artilharia
|    | Jogador          | Clube          | Gols |
| -- | ---------------- | -------------- | ---- |
| 1. | Billy Ohlsson    | Hammarby IF    | 19   |
| 2. | Torbjörn Nilsson | IFK Göteborg   | 14   |
| 3. | Glenn Martindahl | Åtvidabergs FF | 13   |